# 大海利希湖 (施泰因富特縣)

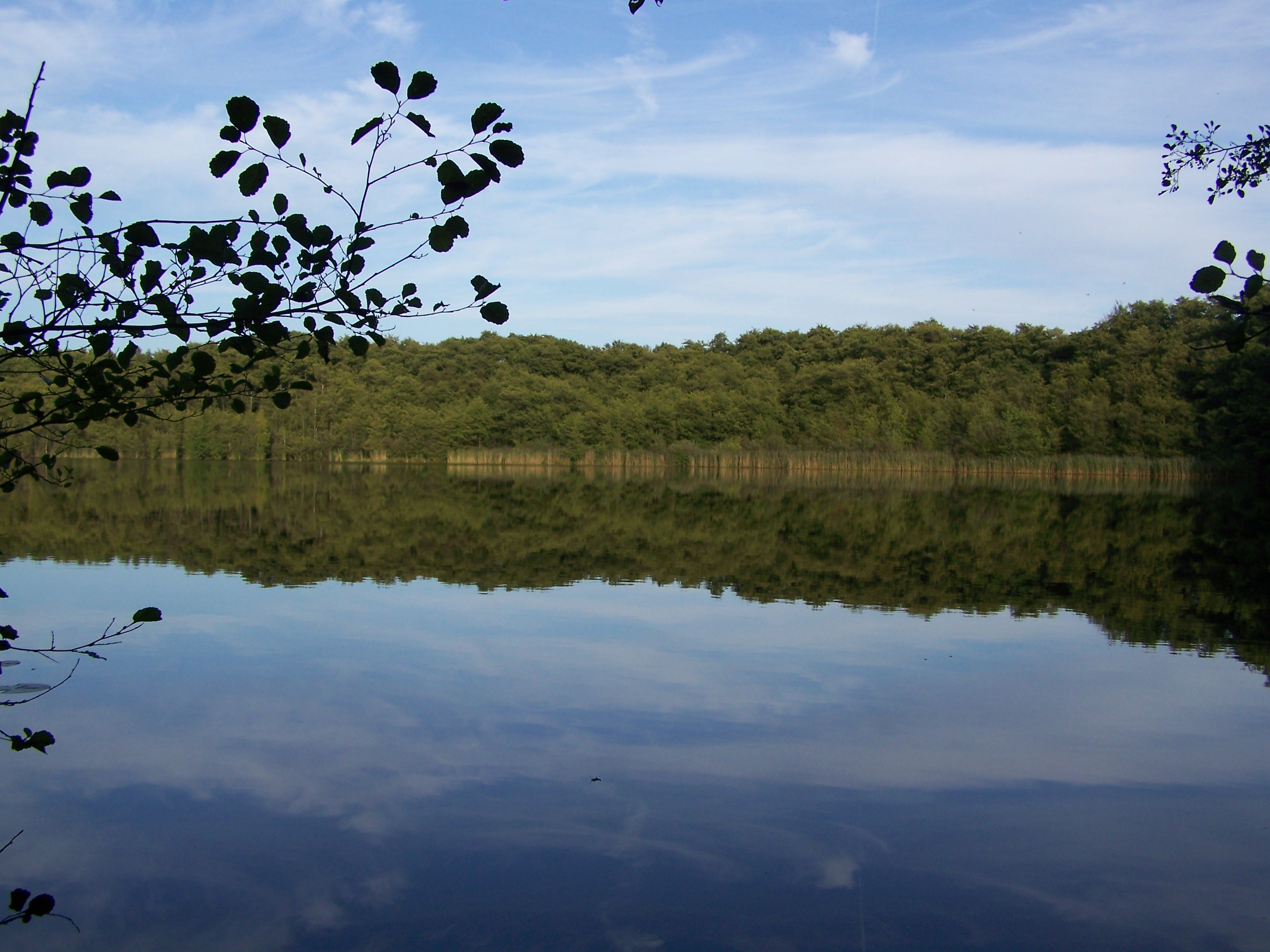

52°21′7″N 7°38′1″E / 52.35194°N 7.63361°E
大海利希湖（德語：Großes Heiliges Meer），是德國的湖泊，位於該國西部，由北萊茵-威斯特法倫州負責管轄，處於施泰因富特縣，長0.4公里、寬0.3公里，面積0.06平方公里，海拔高度43米，最大水深10.7米。